# Bistum Batouri
Das Bistum Batouri (lat.: Dioecesis Baturiensis) ist eine in Kamerun gelegene römisch-katholische Diözese mit Sitz in Batouri.

## Geschichte
Das Bistum Batouri wurde am 3. Februar 1994 durch Papst Johannes Paul II. mit der Apostolischen Konstitution Quo aptius aus Gebietsabtretungen des Bistums Bertoua errichtet und dem Erzbistum Yaoundé als Suffraganbistum unterstellt. Am 11. November 1994 wurde das Bistum Batouri dem Erzbistum Bertoua als Suffraganbistum unterstellt.

## Bischöfe von Batouri
- Roger Pirenne CICM, 1994–1999, dann Erzbischof von Bertoua
- Samuel Kleda, 2000–2007, dann Koadjutorerzbischof von Douala
- Faustin Ambassa Ndjodo CICM, 2009–2016, dann Erzbischof von Garoua
- Marcellin-Marie Ndabnyemb, seit 2018